# Bathey

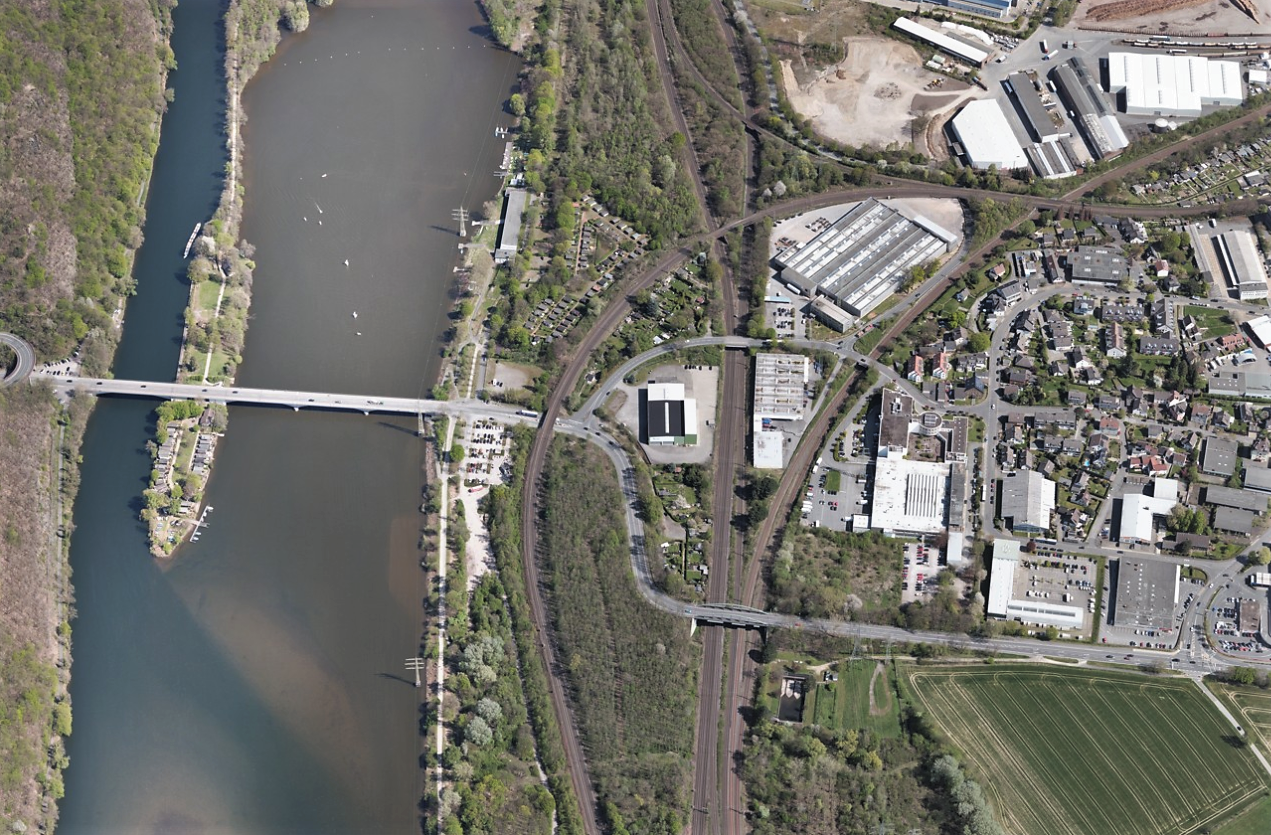
Blick auf Bathey am Hengsteysee (2020)

Bathey ist ein Ortsteil im Stadtbezirk Hagen-Nord der Stadt Hagen. Er bildet zusammen mit dem Ortsteil Kabel einen Statistischen Bezirk. 

## Geografie
Bathey liegt auf der Mittelterrasse der Ruhr südlich des Hengsteysees, der nördlich an das Stadtgebiet von Dortmund grenzt. Im Westen liegt der Ortsteil Hengstey, südlich die Bundesautobahn 1 und der Ortsteil Kabel, östlich grenzt die Lenne und der Stadtteil Garenfeld. Durch Bathey führt die Bahnstrecke Hagen–Hamm mit dem Abzweig der Ruhr-Sieg-Strecke. Am Hengsteysee liegt das Landschaftsschutzgebiet Hengsteysee/Ruhr, Südufer.

## Geschichte

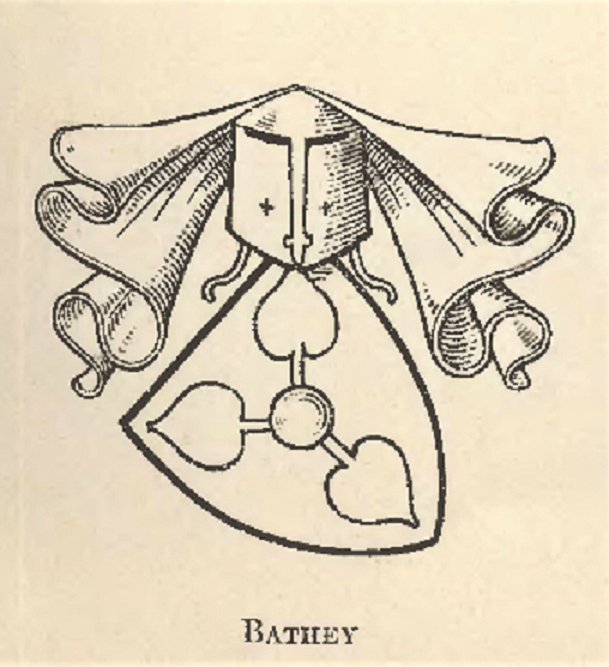
Wappen derer von Bathey

Erstmals wurde Bathey 1229 als Batei in dem Güter- und Einkünfteregister des Frauenkonvents und späteren adligen Damenstifts Herdecke erwähnt. Aber schon 1214, als Erzbischof Adolf I. von Köln das Stift in die Schirmgerechtigkeit versetzt, erscheint ein Sifridus de Bathey in der Urkunde als Zeuge. Der Ortsname kann vermutlich mit „eingefriedetes Stück Land“ oder „einen gehegten Wald“ umschrieben werden.
Im 14. und 15. Jahrhundert gab es in Bathey Volmersteiner Lehnsgüter der niederadeligen Ritterfamilien von Bathey, von Hase und von Ovelacker. Der Ritter Willekin dey Haase besaß zudem als limburgisches Lehen den Hof to Bathe. Die Familie war 1373 auch in Besitz von Haus Hagen, genannt Klippe. In einer Urkunde wird Wilhelm von Hase als Herr zu Bathey genannt. Seinen Rittersitz muss er auf dem Schultenhof gehabt haben, der ihm nachweislich bis 1379 gehörte.
Im Jahr 1296 wurde ein Otto von Bathey als Volmersteiner Burgmann urkundlich erwähnt. Des Weiteren erscheint die Adelsfamilie in Urkunden 1414 und 1427 mit einem Helmich von Batey. Die Familie besaß auch das Westergut in Wellinghofen. Dort siegelte 1477 und 1482 Johann von Bathey zu Hörde Urkunden und trat zuletzt 1498 als Zeuge auf. Zudem war Johann während der Dortmunder Fehde Gegner der Stadt Dortmund. Das Geschlecht von Bathey könnte durch ihre gleichen Wappen ein ausgestorbener Zweig der Volmersteiner gewesen sein. 
Im dritten Volmersteiner Lehnsregister (1351–1432) wird auch der Ritter Everhard von Ovelacker mit zwei Höfen in Bathey belehnt aufgeführt. Wohnsitz dieser einflussreichen Adelsfamilie war Haus Niedernhofen an der Ruhr zwischen Bathey und Hengstey. Die Reste des Adelssitzes liegen heute auf dem Grund des Ende der 1920er Jahre angelegten Hengsteysees.
Bathey war ehemals eine eigene Bauerschaft und gehörte im Amt Wetter, Kirchspiel Boele und Gericht Hagen zur Grafschaft Mark. Im Schatzbuch der Grafschaft Mark von 1486 werden in der Bateyer Burschop elf steuerpflichtige Hofbesitzer mit einer Abgabe von ½ Gg bis 10 Goldgulden genannt. Darunter ein Hanß dar boven (Bonsmann) mit einer Abgabe von 4 Goldgulden. Sein Hof war ein Pachtgut der von Syberg zum Busch. Zudem gab Bonsmann an das Stift Herdecke 2 Stüver und 3 Pfennige Hofgeld. Den Nachfolgehof des im Schatzbuch geführten Hofbesitzers Harteleyff op den Stockesdyke (Storcksdieck) mit einer Abgabe von 5 Goldgulden gibt es heute noch „Auf dem Graskamp“. Sein Hof war ein Eigengut der von Volmerstein, die es als Lehen an die von Syberg zu Schwerte gaben. 
Laut Schatzzettel von 1631 hatten in der Bauerschaft Bathey 17 Bewohner zwischen 1 Orth und 6 Taler Steuern zu zahlen. Im Jahr 1705 gab es 13 Steuerpflichtige mit einer Abgabe an die Rentei Wetter von 10 Rtl. bis 56 Rtl. Die höchste Summe zahlte der Schultenhof, mit 141 Morgen der größte Hof in Bathey, und ab 1379 ein Pachtgut von Haus Niedernhofen.
Weitere größere Batheyer Höfe waren: Brinkmann (1486, Pachtgut Haus Busch), Fischer (1645, Pachthof von Syberg zu Schwerte), Höfer (1645, Pachthof Stift Herdecke), Köster (1250, Besitz von der Recke-Volmerstein, 1469 verlehnt an von Vaerst zu Callenberg), Kramberg-Külpmann, schon 1285  mit Hildebrandi de Culpe erwähnt (1400, Besitz von Boenen, später Wehberg), Mergemann-Hoewarden (1400, Pachtkotten von Syberg zu Schwerte), Müller-Fischer (1408, Pachtgut von Syberg zu Schwerte) und Veltmann-Thiemesmann (1400, ½ Pacht an von Moylike, ½ an von Hase, später ¾ an Haus Busch, ¼ an Haus Niedernhofen). Außer Wohnhäuser der beiden ehemaligen Höfe Storcksdieck und Köster sind alle anderen Batheyer Höfe heute verschwunden.

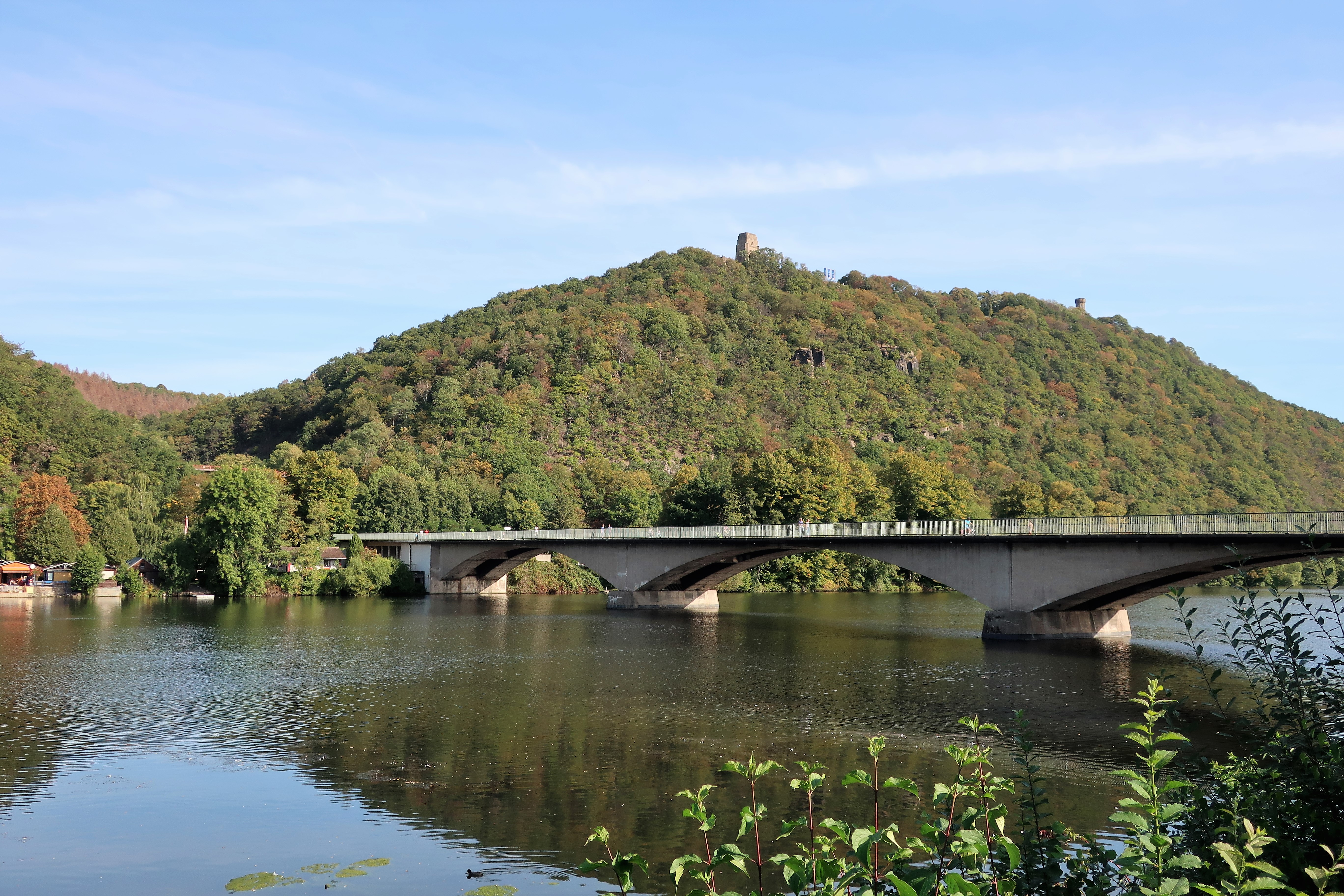
Brücke über den Hengsteysee (2019)

Die Ruhrfähre in Bathey war in früherer Zeit die einzige Verbindung zur Hohensyburg. Besonders zu Pfingsten herrschte an der Fähre wegen der Hohensyburger Kirmes Hochbetrieb. Mit dem Bau des Hengsteysees (1926–1929) wurde eine Brücke errichtet, die allerdings kurz vor ihrer Vollendung einstürzte. Die dann errichtete zweite Brücke wurde in den letzten Kriegstagen im April 1945 gesprengt. Erst im Zuge des Wiederaufbaus entstand später die neue (3.) Brücke über Ruhr und Hengsteysee.
Von Ende des 18. Jahrhunderts bis Mitte des 19. Jahrhunderts wurde zwischen Bathey und Hengstey in der Zeche Glücksfortgang Steinkohle gefördert.
Einen Bahnhof bzw. Haltepunkt „Hohensyburg“ gab es in Bathey an der Bahnstrecke Hagen-Hamm von 1930 bis zu seiner Aufhebung im Jahr 1975.
Bis in das 20. Jahrhundert hinein war Bathey noch sehr ländlich geprägt. Heute ist Bathey überwiegend geprägt durch Industrie, Gewerbe, Verwaltung und Verbrauchermärkte. Ihren Unternehmenssitz haben hier Christ Juweliere, Sinn und Thalia Bücher. Im Osten der Ortschaft liegen außerdem das Heizkraftwerk Hagen-Kabel und die Kläranlagen Boele und Kabel.
Am 31. Dezember 2018 lebten 5296 Einwohner im Wohnbezirk Kabel/Bathey, in Kabel mit dem überwiegend größeren Anteil.